# Наносник
Нано́сник, Железный нос, Нос[значимость факта?] — часть шлема (наголовья), предназначенная для защиты головы человека от белого оружия, узкая железная полоска, защищавшая лицо от поперечных ударов. 
Железный нос, наносник представляет собой, как правило, узкую металлическую пластину, закрывающую нос ратника, как правило очень знатного (воеводы, головы и так далее).

## История
Наносники появились ещё до нашей эры и были деталью, в частности, ряда древнегреческих шлемов. Применялись на многих восточных шлемах, позднее — на европейских, начиная с каркасных шлемов. Шлемы с наносниками были распространены на Руси и в Западной Азии, в Европе с XIII—XIV века вытесняются забралами, в некоторых странах с ними конкурировали маски и полумаски. В XVI—XVII веках, с облегчением холодного оружия, Европа опять возвращается к использованию шлемов с наносниками. В этот период значение шлемов менялось, поэтому переходят к каскам.

## Функциональность
Предназначались для защиты лица от не очень сильных ударов, но, в отличие от других средств защиты лица, почти не ухудшали видимость (за счёт стереоскопии) и не мешали дышать.

## Типология
Наносники делятся на неподвижные (жёсткие) и скользящие (подвижные).

### Неподвижные
Могли жёстко прикрепляться к шлему клёпкой или сваркой, а, кроме того, могли быть частью тульи, если шлем цельнокованный, или обода. В Европе бытовали наносники в виде широкой трапециевидной или прямоугольной пластины. На Руси в XII—XIII веках встречались шлемы с изогнутыми наносниками с отверстиями по краям, служившие для крепления бармицы (эти наносники совмещены с окологлазными выкружками). Наносник может быть совмещён с полумаской, но это уже отдельный тип элементов защиты лица.

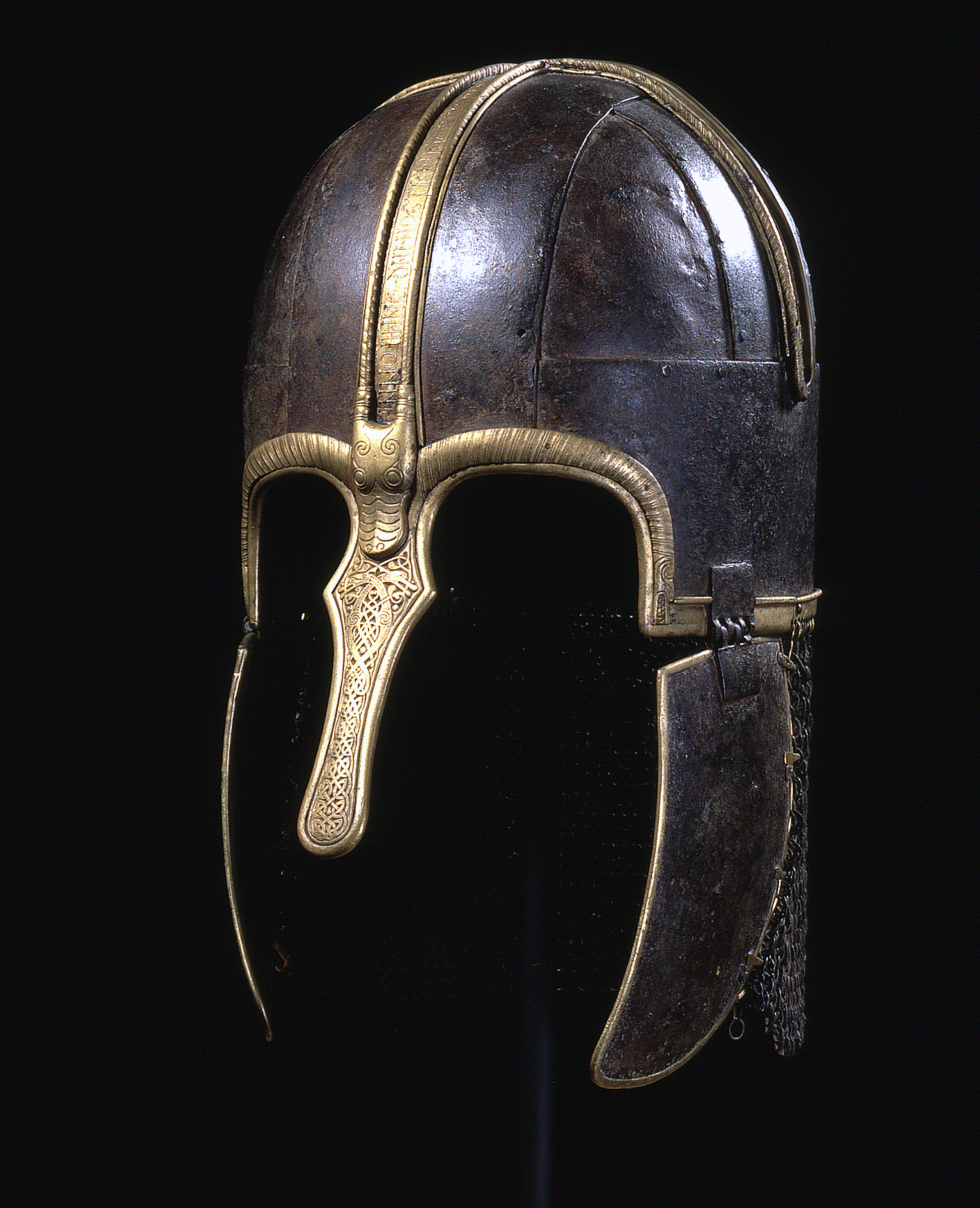
Англосаксонский Коппергейтский шлем VIII века
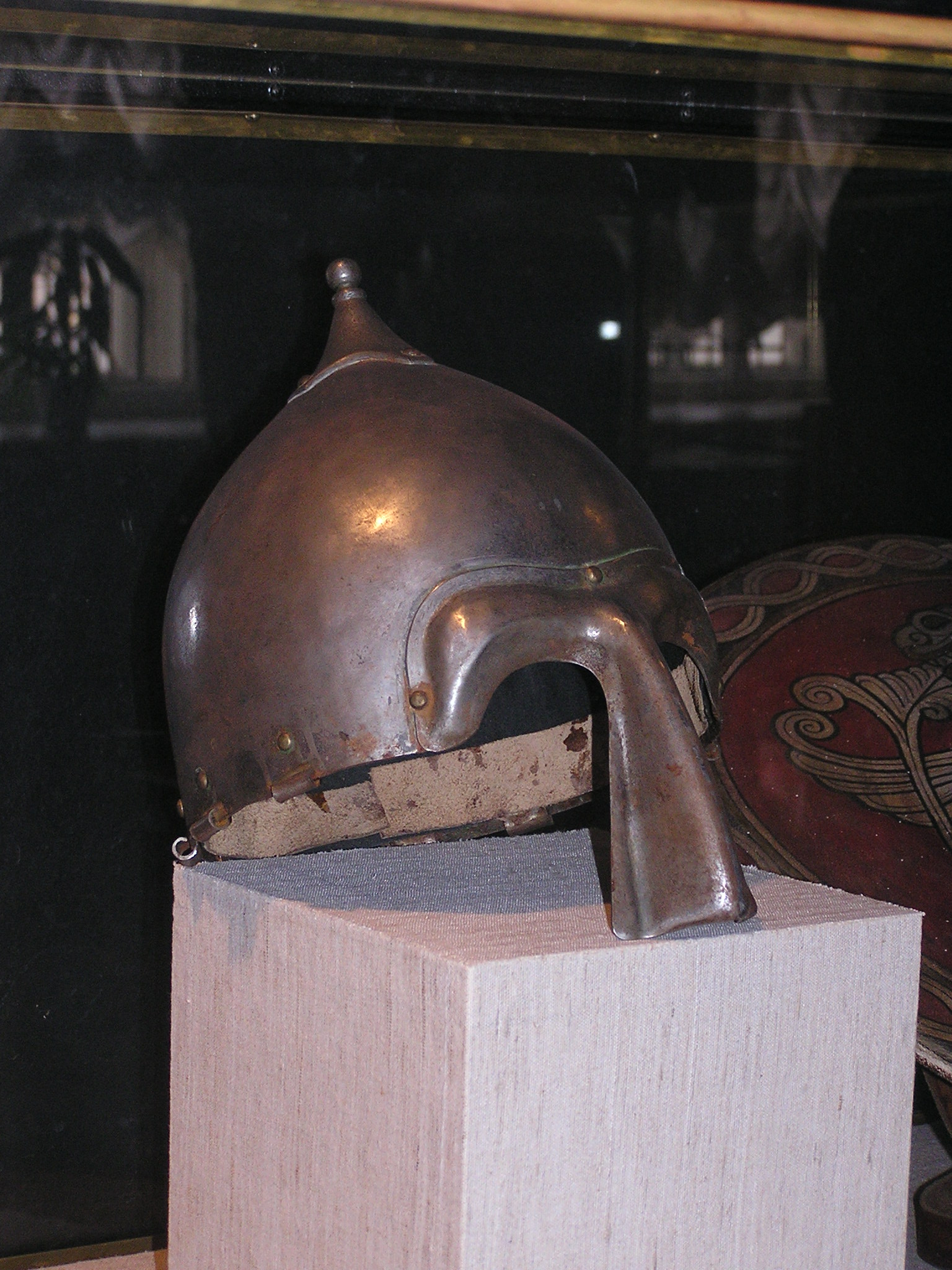
Русский шелом XII—XIII века
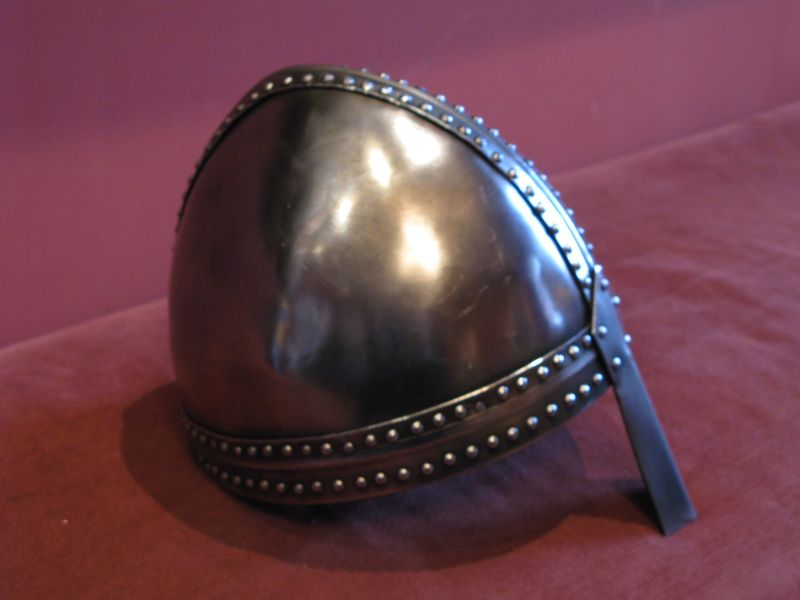
Норманнский шлем с приклёпанным наносником

### Откидные (отстёгиваемые)

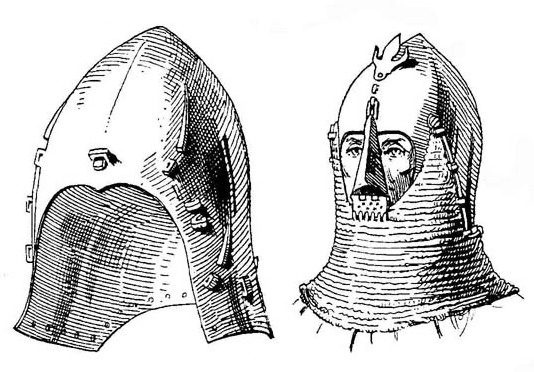
Бацинет с откидным отстёгиваемым наносником

Данный тип наносника имел шарнир, позволяющий откидывать его вверх, и крепился на специальном креплении, позволявшем отстёгивать наносник. Этот тип наносника был характерен только для Западной и Центральной Европы и встречался в основном у бацинетов, изредка встречаясь у черепников. И тот и другой шлем были предназначены для надевания под горшковый шлем — нем. topfhelm, так как при желании улучшить обзор, горшковый шлем сбрасывался, и рыцарь оставался в бацинете или в черепнике.
Подобная конструкция наносника была универсальной и позволяла при бармице, прикреплённой к наноснику, отстегнуть наносник, так что он свисал на бармице, а при наноснике, к которому не прикреплена бармица, откидывать этот наносник вверх. С появлением забрал на это же крепление стали крепить откидное забрало, именовавшееся нем. klappvisier, и изначально походившее на лопату, но затем принявшее заострённую форму, именуемую нем. hundsgugel. Причём один и тот же шлем мог использоваться как с наносником, так и с забралом. Обычно забрало пристёгивалось для боя, а наносник для турнира, так как на турнир по традиции продолжали надевать не бацинет с забралом, а нарядно-торжественный горшковый шлем, украшенный геральдическими фигурами, под который надевали бацинет с наносником. Что примечательно, словом нем. visier изначально называли не забрало, а откидной наносник, забрало же, называвшееся нем. klappvisier, считалось разновидностью наносника. С исчезновением горшковых шлемов исчезли и бацинеты с подобными наносниками, а слово нем. visier стало означать исключительно забрало.

### Скользящие
Появились около XIV века где-то в Азии. Эти наносники можно было поднимать и опускать, чаще они фиксировались с помощью винта (шурупца). Иногда они проходили сквозь козырёк. Позднее этот тип распространяется в Восточной, а в XVII веке — и в Западной Европе. Как правило, этот наносник представлял собой узкую полосу, но в Польше лопатообразно расширялся к низу, почти полностью закрывая лицо.

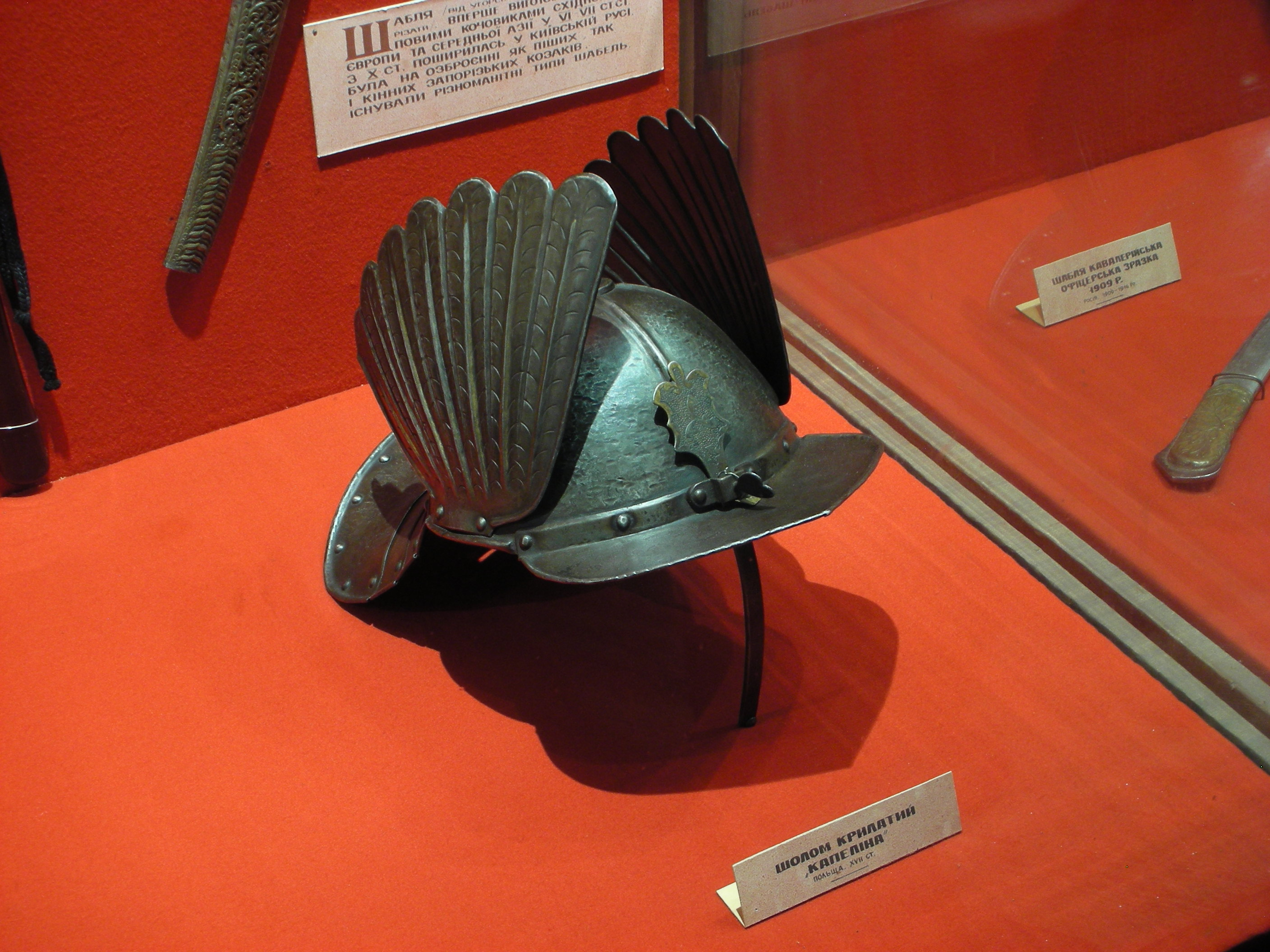
Польская капелина XVII века
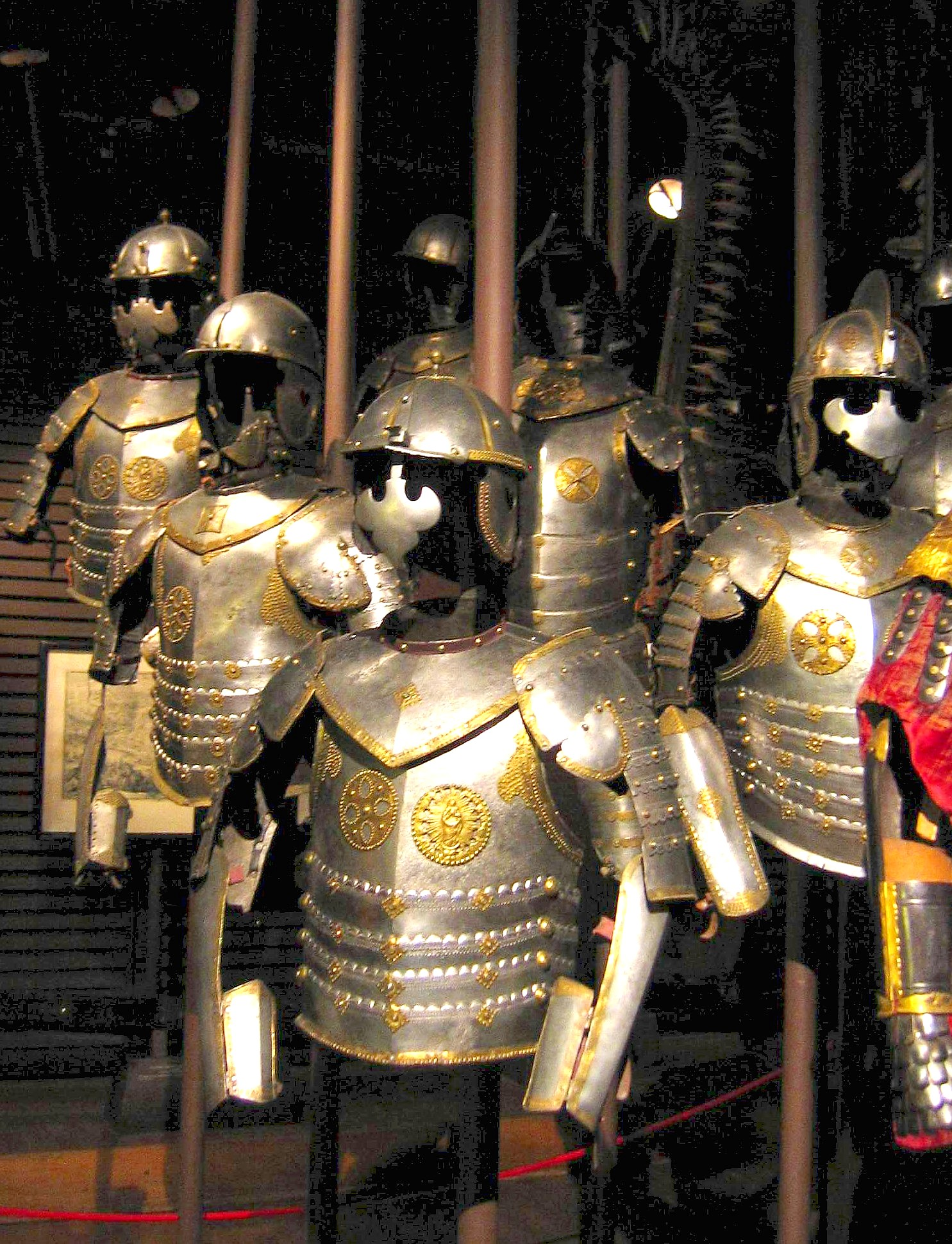
Польские гусарские доспехи XVII века с капелинами, с наносниками в виде масок